# Cuauhtémoc, Oaxaca
Cuauhtémoc är en ort i Mexiko.   Den ligger i kommunen Santa María Chilchotla och delstaten Oaxaca, i den sydöstra delen av landet, 280 km sydost om huvudstaden Mexico City. Cuauhtémoc ligger 1 339 meter över havet och antalet invånare är 306.
Terrängen runt Cuauhtémoc är bergig åt nordost, men åt sydväst är den kuperad. Runt Cuauhtémoc är det ganska tätbefolkat, med 120 invånare per kvadratkilometer. Närmaste större samhälle är Huautla de Jiménez, 12,1 km söder om Cuauhtémoc. I omgivningarna runt Cuauhtémoc växer i huvudsak städsegrön lövskog.